# Quận Chesterfield, Virginia
Quận Chesterfield là một quận thuộc tiểu bang Virginia, Hoa Kỳ.
Quận này được đặt tên theo. Theo điều tra dân số của Cục điều tra dân số Hoa Kỳ năm 2000, quận có dân số 259.903 người, năm 2006 dân số là 306.000 người. Quận lỵ đóng ở. Chesterfield6
Quận Chesterfield là quận lớn thứ 4 ở tiểu bang Virginia (sau quận Fairfax, Virginia Beach, và quận Prince William, respectively).

## Địa lý
Theo Cục điều tra dân số Hoa Kỳ, quận có diện tích 1132 km2, trong đó có 28 km2 là diện tích mặt nước.

### Quận giáp ranh
- Quận Henrico, Virginia - đông bắc
- Quận Richmond, Virginia - đông bắc
- Quận Charles City, Virginia - đông
- Quận Hopewell, Virginia -đông nam
- Quận Prince George, Virginia - đông nam
- Quận Colonial Heights, Virginia -đông nam
- Quận Petersburg, Virginia - đông nam
- Quận Dinwiddie, Virginia - nam
- Quận Amelia, Virginia - tây nam
- Quận Powhatan, Virginia - tây bắc

## Thông tin nhân khẩu
Theo điều tra dân số năm 2000 2, quận đã có dân số 259.903 người, 93.772 hộ và 72.110 gia đình sống trong quận hạt. Mật độ dân số là 610 trên một dặm vuông (236/km ²).
Một 2006 ước tính gần đây đưa dân số của quận Chesterfield ở 306.000 - một mức tăng trưởng của hơn 35.000 người kể từ năm 2000.
Có 97.707 đơn vị nhà ở mật độ trung bình là 230 trên một dặm vuông (89/km ²). Cơ cấu chủng tộc của dân cư quận gồm 65,44% người da trắng, 32,23% da đen hay Mỹ gốc Phi, 0,33% người Mỹ bản xứ, 2,37% châu Á, Thái Bình Dương 0,04%, 1,34% từ các chủng tộc khác, và 1,41% từ hai hoặc nhiều chủng tộc. 2,93% dân số là người Hispanic hay Latino thuộc một chủng tộc nào.
Các nhóm sắc tộc lớn nhất ở Chesterfield Quận bao gồm châu Phi (18%), Anh (14,5%), Đức (12,5%), Ailen (11%), Ý (4%) và Scotland-Ailen (3%) [8].
Có 93.772 hộ gia đình trong đó 40,70% có trẻ em dưới 18 tuổi sống chung với họ, 62,20% là đôi vợ chồng sống với nhau, 11,20% có nữ hộ và không có chồng, và 23,10% là không gia đình. 18,50% hộ gia đình đã được tạo ra từ các cá nhân và 4,80% có người sống một mình 65 tuổi hoặc lớn tuổi hơn là người. Cỡ hộ trung bình là 2,73 và cỡ gia đình trung bình là 3,11.
Phân bố tuổi đã được 28,30% dưới độ tuổi 18,% 7,70 18-24, 31,20% 25-44, 24,90% từ 45 đến 64, và 8,10% từ 65 tuổi trở lên người. Độ tuổi trung bình là 36 năm. Đối với mỗi 100 nữ có 95,00 nam giới. Đối với mỗi 100 nữ 18 tuổi trở lên, đã có 91,30 nam giới.
Các hộ gia đình thu nhập trung bình là $ 58.537, và thu nhập gia đình trung bình là $ 65.058. Phái nam có thu nhập trung bình $ 43.030 so với 30.518 $ của phái nữ. Thu nhập bình quân đầu người là 25.286 $. Có 3,30% gia đình và 4,50% dân số sống dưới mức nghèo khổ, trong đó có 5,60% những người dưới 18 tuổi và 3,40% của những người 65 tuổi hoặc hơn.